# 東京五輪プレミアム
『東京五輪プレミアム』（とうきょうごりんプレミアム）とは、2021年7月24日から8月7日まで、23時から翌日2時まで放送された、1年延期して開催された「東京オリンピック大会」の日本民間放送連盟（民放連）での1日の競技を振り返る試合ダイジェスト&ハイライト番組の総称である。従来、オリンピック中のこの種の番組名は、『デイリーハイライト』が使用されている。しかし、今大会はそちらを民放連のテレビでは使わず、当番組が代替番組として放送することになった。放送日は開会式と閉会式の日を除く、毎晩23時から翌日午前2時までの3時間に渡り民放キー局のどれか1つの系列局で生放送される。担当局は、当日の早朝から深夜までの長時間大型集中放送を担当する系列局が基本となっている。
しかし、テレビ大分とテレビ宮崎はNNN・NNS系とFNN・FNS系の東京五輪プレミアムをどちらとも放送するため、放送日に当たる23時以降の番組は最終ニュース枠の番組ネット返上や深夜番組の臨時時差送出で対応する。全国独立放送協議会加盟13局およびBSデジタル放送には当番組はネットされない。

## 当番組の発想
- 1991年に当時日本テレビ系が第3回世界陸上競技選手権東京大会開催期間中、毎晩22時台に放送されていた1日の競技を振り返るダイジェスト&ハイライト番組が源流と見られる[4][5]。そのノウハウとアイディアを活かして、『次に東京での国際スポーツイベントを行うとしたらこの番組を基にして制作放送するように』と助言されていた[要出典]。

## 各局の放送日振り分け
- 民放連の公式プレスリリース資料を基に放送日と放送局は振り分けられている。
  - 日本テレビ系（NNN・NNS系）： 期間中4日間
  - テレビ朝日系（ANN系）： 期間中3日間
  - TBSテレビ系（JNN系）： 期間中3日間
  - フジテレビ系（FNN・FNS系）： 期間中3日間
  - テレビ東京系（TXN系）： 期間中2日間
    - 放送日は各局とも朝から翌日未明2時まで長時間に渡り放送する日の23時から翌日未明2時の毎日3時間に設定されている。

### 開催日ごとの担当局
- 7月24日：テレビ朝日
- 7月25日：テレビ朝日
- 7月26日：フジテレビ
- 7月27日：日本テレビ
- 7月28日：TBSテレビ
- 7月29日：テレビ東京
- 7月30日：TBSテレビ
- 7月31日：TBSテレビ
- 8月1日：日本テレビ
- 8月2日：フジテレビ
- 8月3日：フジテレビ
- 8月4日：テレビ東京
- 8月5日：日本テレビ
- 8月6日：テレビ朝日
- 8月7日：日本テレビ

## 出演者
- 日本テレビ系
- テレビ朝日系
- TBSテレビ系
  - 安住紳一郎（TBSアナウンサー）
  - 高橋尚子
- フジテレビ系
- テレビ東京系

## この影響による夜ニュースまたは深夜最終ニュースの休止など
- 放送のある日の夜もしくは深夜の定時ニュース枠が休止になり、代替として3分から5分程度のストレイトニュースが途中挿入されている。

しかし、テレビ東京系列の場合、月 - 金曜の毎晩生放送されている『ワールドビジネスサテライト』は本番組放送により、テレビ東京系地上波での放送が休止となる7月29日分と8月4日分については通常より1時間遅れのBSテレ東にて両日ともに23時から23時58分で裏送り生放送された。

## 放送で使用される競技映像について
- デイリーハイライト&ウイークリーハイライトと同様にジャパンコンソーシアムにより、日本放送協会（NHK）を含むテレビ各局から招集されたアナウンサーによる実況音声を使用している。また、映像はオリンピック放送機構（OBS）制作の国際映像を使用している[7]。